# Resende (freguesia)
A Freguesia de Resende, com sede na vila que lhe dá o nome, é uma freguesia portuguesa do Município de Resende, com 11,99 km² de área e 3076 habitantes (censo de 2021), tendo, por isso, uma densidade populacional de 256,5 hab./km²

## Demografia
Nota: Pelo decreto n.º 15.566, de 31/05/1928, a sede deste concelho, que se denominava S. Gens, passou a ter a atual denominação e foi elevada à categoria de vila.
A população registada nos censos foi:
| Distribuição da População por Grupos Etários | Distribuição da População por Grupos Etários | Distribuição da População por Grupos Etários | Distribuição da População por Grupos Etários | Distribuição da População por Grupos Etários |
| -------------------------------------------- | -------------------------------------------- | -------------------------------------------- | -------------------------------------------- | -------------------------------------------- |
| Ano                                          | 0-14 Anos                                    | 15-24 Anos                                   | 25-64 Anos                                   | > 65 Anos                                    |
| 2001                                         | 543                                          | 450                                          | 1359                                         | 521                                          |
| 2011                                         | 527                                          | 415                                          | 1689                                         | 535                                          |
| 2021                                         | 397                                          | 334                                          | 1674                                         | 671                                          |

## Património
- Necrópole da Quinta das Trapas ou Necrópole das Trapas